# 扎比内·布施
扎比内·布施（德語：Sabine Busch，1962年11月21日—），德国女子田径运动员，主攻400米短跑和400米跨栏。她曾代表东德参加1988年夏季奥林匹克运动会田径比赛，获得女子4×400米接力铜牌。